# Люцерна жорсткувата
Люцерна жорсткувата (Medicago rigidula) — вид рослин з родини бобові (Fabaceae), поширений у Північній Африці, південній частині Європи, західній і середній Азії.

## Опис
Однорічна рослина 10–30 см завдовжки. Боби бочечкоподібні, рідше майже кулясті, з обох сторін опуклі.

## Поширення
Поширений у Північній Африці, південній частині Європи, західній і середній Азії; натуралізований у Словаччині й Угорщині.
Населяє різноманітні місця проживання, включаючи піщані, глинисті, вулканічні та вапняні ґрунти в низькогірних зонах, полях, на кам'янистих районах, лісових масивах, чагарниках, пасовищах та степових умовах.
В Україні вид зростає на сухих схилах, в ялівцевих лісах, іноді як бур'ян — на півдні Степу і в Криму.

## Охорона
Цей вид захищений в Угорщині. У Словаччині вид має статус CR.